# Долнє Ложине
Долнє Ложине (словен. Dolnje Ložine) — поселення в общині Кочев'є, регіон Південно-Східна Словенія, Словенія. Висота над рівнем моря: 474,2 м.